# Ulrika Thunstedt
Göta Ulrika Thunstedt, tidigare Carlsson, ursprungligen Frisk, född 4 mars 1935 i Bollnäs församling i Gävleborgs län, är en svensk skulptör.
Ulrika Thunstedt är dotter till förste byråsekreterare Ragnar Frisk och Göta, ogift Thunstedt. Hon avlade i unga år småskollärarexamen och gick senare skulpturlinjen på Konstfackskolan 1976–1982. Därtill är hon utbildad i svetsning, metallgjutning och skulptur i barns utemiljö samt måleri vid Gerlesborgsskolan.
Hon har utfört uppdrag för Täljebostäder i Södertälje (två entréer), Kungliga Myntkabinettets utställning i Västerås, Dalarnas Museum i Falun, Statens Historiska Museum i Stockholm, SE-Bankens Bankmuseum i Göteborg, Läckö Slott, Uppsala kommun samt Kungliga Myntkabinettet i Stockholm.
Thunstedt är representerad vid Lina Vårdcentral i Södertälje, Södertälje Vårdgymnasium, Karlberga Sjukhus i Södertälje, Eksjö kommun, Vetlanda kommun, Arktiska samlingen, Longyearbyen i Norge, S:t Görans Sjukhus i Stockholm, Bygdegårdarnas Riksförbund, Riksföreningen Våra Gårdar och Jönköpings läns landsting.
Åren 1959–1978 var hon gift med direktören Ulf Carlsson. De fick fyra barn tillsammans. Därefter antog hon moderns namn Thunstedt. År 1987 gifte hon sig med läraren och författaren Ingvar Körberg.